# Nacha Pop
Nacha Pop was een Spaanse pop- en rockgroep, die actief was van 1978 tot 1988.
De groep werd opgericht door Antonio Vega en Nacho García Vega (gitaar en zang), Carlos Brooking (bas) en Ñete (drums). Het debuutalbum uit 1980 werd geproduceerd door Teddy Bautista. Er volgden nog verschillende albums, zoals El Momento uit 1987, geproduceerd door Carlos Narea. Hun laatste concert vond plaats in oktober 1988, waarna de groep uit elkaar viel.
In 2001 gebruikte Alejandro Gonzalez de song van Nacha Pop, "Lucha de Gigantes", in de film Amores Perros. De groep kwam weer samen in 2007.

## Discografie
- Nacha Pop (EMI-Hispavox, 1980)
- Buena disposición (EMI-Hispavox, 1982)
- Más números, otras Letras (DRO, 1983)
- Una décima de segundo (DRO, 1984). Maxi-single.
- Dibujos animados (Polydor, 1985)
- El momento (Polydor, 1987)
- 80-88 (Polydor, 1988).

### Verzamelplaten
- Bravo (1996).
- Lo mejor de Nacha Pop - Rico - Antonio Vega (1997)
- Un día cualquiera: colección de canciones (2003)
- La Más Completa Colección Nacha Pop (2005)

- Biblioteca Nacional de España: XX127093
- Catàleg d'autoritats de noms i títols de Catalunya: 981058514807806706
- International Standard Name Identifier: 0000 0001 2321 6574
- Library of Congress Control Number: nr2003007186
- MusicBrainz: c3fd37fe-2f09-47a7-bae2-4b86f6d70f59
- Virtual International Authority File: 120708105